# HAT-P-12b
HAT-P-12b, denumită oficial Puli, este o exoplanetă situată la aproximativ 468 de ani-lumină distanță de Pământ. Aceasta orbitează în jurul stelei HAT-P-12, o stea de tip K de magnitudine 13, situată în constelația Câinii de Vânătoare. Descoperită de Proiectul HATNet pe 29 aprilie 2009, HAT-P-12b este un Jupiter fierbinte în tranzit.
HAT-P-12b este o planetă gigantă gazoasă dominată de hidrogen și heliu, cu o masă a nucleului de 11,3 +2.6
−2.1 M 🜨. Planeta este iradiată moderat de către steaua sa gazdă cu metalicitate scăzută. Este cel mai probabil o planetă dominată de hidrogen și heliu, cu un nucleu de aproximativ 10 M 🜨 și o fracțiune totală de metal de aproximativ 15%. Acest lucru face ca HAT-P-12b să fie cea mai puțin masivă planetă gigantă gazoasă dominată de hidrogen și heliu descoperită până în prezent; deținătorul recordului anterior era Saturn. 
În 2020, spectrele de transmisie obținute au dezvăluit că atmosfera lui HAT-P-12b este noroasă, cu ceață deasupra norilor. De asemenea, a fost detectată prezența apei. Cu toate acestea, prevalența norilor și a ceții în atmosfera planetei a fost contestată în 2021.
În august 2022, această planetă și steaua sa gazdă au fost incluse printre cele 20 de sisteme care urmau să fie numite de cel de-al treilea proiect NameExoWorlds. Numele aprobate, propuse de o echipă din Ungaria, au fost anunțate în iunie 2023. HAT-P-12b se numește Puli, iar steaua gazdă se numește Komondor, după rasele de câini ungurești omonime.

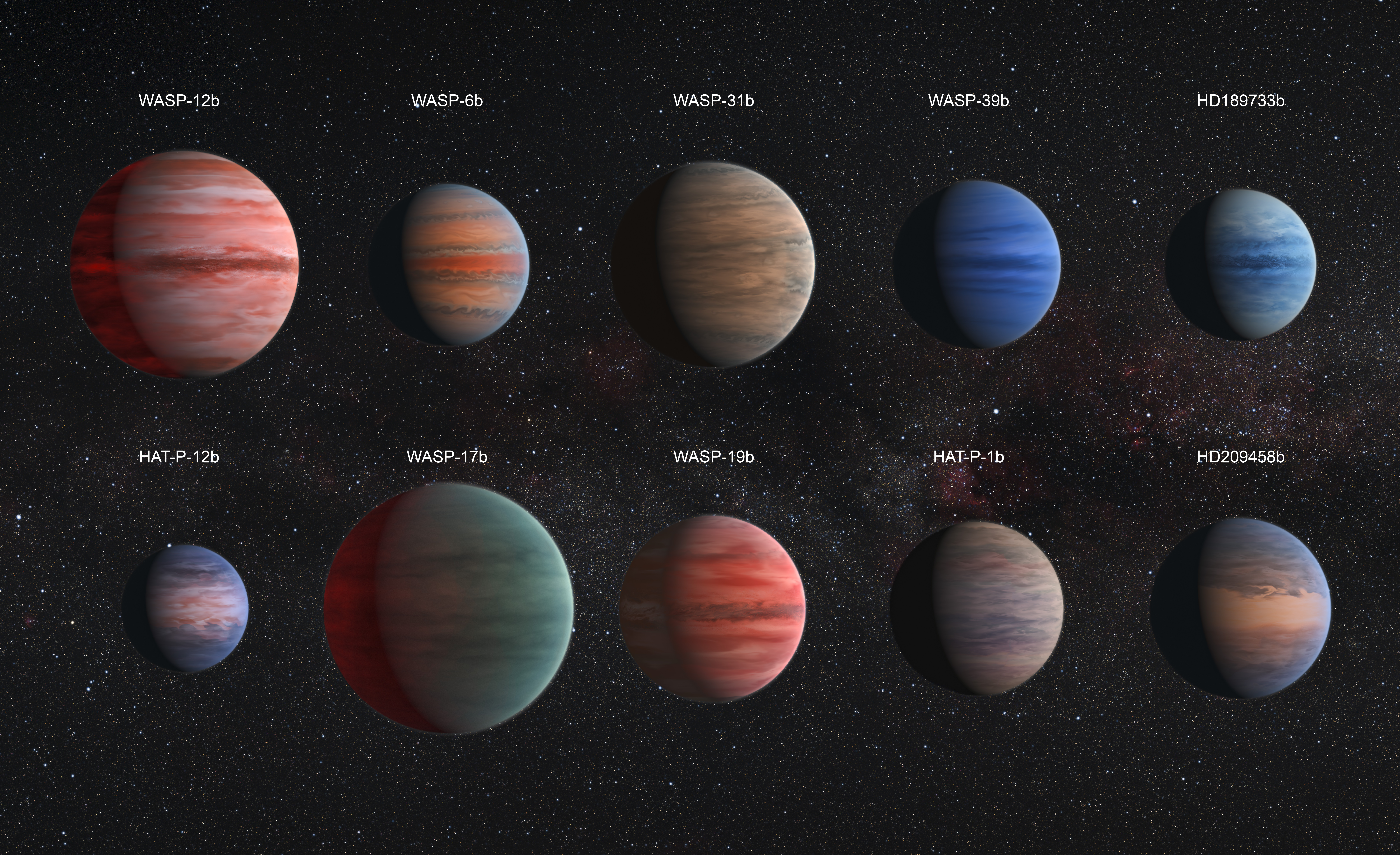
Comparația exoplanetelor de tip „ Jupiter fierbinte ” (concept de artist).
De la stânga sus la dreapta jos: WASP-12b, WASP-6b, WASP-31b, WASP-39b, HD 189733b, HAT-P-12b, WASP-17b, WASP-19b, HAT-P-1b și HD 209458b.